# 井川町立井川中学校
井川町立井川中学校（いかわちょうりついかわちゅうがっこう）は、秋田県南秋田郡井川町にあった公立中学校。
2018年3月末をもって閉校。校舎を利用して、井川町立井川小学校と統合した井川町立井川義務教育学校が新設された。

## 学校概要

### 校地・校舎
- 所在地 秋田県南秋田郡井川町坂本字山崎38番地
- 校地面積 26.698m2
- グラウンド面積 14.876m2
- 校舎面積 4.288m2
- 体育館面積 977m2

### 沿革
- 1947年4月1日 上井河中学校、下井河中学校創立開校
- 1959年4月1日 井川中学校開校（東教場・西教場）
- 1964年1月13日 統合校舎竣工式
- 1967年3月29日 内閣主催21世紀の日本、図画の部で文部大臣賞を受賞
- 1967年8月26日 創立20周年記念の式典・記念造園
- 1969年8月29日 統合10周年記念の式典
- 1977年11月4日 創立30周年記念（式典、英語LL、カラーテレビ設置）
- 1987年10月 創立40周年記念の式典・記念誌発行
- 1988年8月 校舎大規模改修工事（東棟・生徒トイレ等）
- 1989年8月 校舎大規模改修工事（体育館・西棟）
- 1990年9月 校舎大規模改修工事完了（管理棟）
- 1997年10月4日 創立50周年記念の式典・青雲の群像
- 2005年4月 2学期制実施
- 2011年8月 新校舎管理棟及び教室棟完成
- 2018年3月 井川小学校との統合により閉校。両校に代わって井川町立井川義務教育学校を設置。

### 部活動
- 野球部
- 相撲部
- 卓球部
- バレーボール部
- バスケットボール部
  - 1983年 - 女子部が全国中学校バスケットボール大会にて準優勝。
- 柔道部
- 吹奏楽部
- 美術部

## 著名出身者
- 花乃湖健 (力士)